# Hybocoptus
Hybocoptus Simon, 1884 è un genere di ragni appartenente alla famiglia Linyphiidae.

## Distribuzione
Le tre specie oggi attribuite a questo genere sono state reperite in varie località dell'Europa, in particolare in Francia; esemplari dell'H. ericicola sono stati rinvenuti anche in Algeria.

## Tassonomia
L'aracnologo Tanasevitch considera la Hybauchenidium ericicola (Simon, 1881) specie valida, contra uno studio di Bosmans del 2007 che ha spostato questa denominazione in questo genere, con la nuova denominazione Hybocoptus ericicola (Simon, 1881).
A dicembre 2011, si compone di tre specie secondo Platnick e due specie secondo Tanasevitch:
- Hybocoptus corrugis (O. P.-Cambridge, 1875)[3] — Europa
- Hybocoptus dubius Denis, 1950 — Francia
- Hybocoptus ericicola Simon, 1881 — Francia, Algeria

### Sinonimi
- Hybocoptus decollatus (Simon, 1881); questi esemplari, a seguito di un lavoro di Wunderlich del 1995, sono stati riconosciuti sinonimi di H. corrugis (O. P.-Cambridge, 1875)[1].

### Specie trasferite
- Hybocoptus aquilonaris (L. Koch, 1879); trasferita al genere Hybauchenidium Holm, 1973.
- Hybocoptus cymbadentatus Crosby & Bishop, 1935; trasferita al genere Hybauchenidium Holm, 1973.
- Hybocoptus gibbosus (Sørensen, 1898); trasferita al genere Hybauchenidium Holm, 1973.
- Hybocoptus prodigialis Holm, 1945; trasferita al genere Hybauchenidium Holm, 1973.